# Marcian Hoff
Marcian Edward Ted Hoff (Rochester, Nueva York; 28 de octubre de 1937) es el co-inventor del microprocesador que tuvo la idea de arquitectura en 1969 para los circuitos integrados. Entró en Intel en 1968.
La idea que tuvo este joven ingeniero electrónico fue brillante, cambiando el paradigma que hasta entonces se tenía sobre el desarrollo de los circuitos electrónicos. Ted había sido asignado a un proyecto para producir un conector de doce microchips destinados a fabricar una nueva calculadora electrónica que iba a lanzar al mercado la compañía japonesa Busicom. Cada uno de los chips, que requería la citada máquina, debería de tener una función distinta. Ese era el tipo de arquitectura de diseño que se venía utilizando habitualmente para este tipo de aparatos electrónicos: un chip efectuaría los cálculos; otro controlaría el teclado y otro mostraría los dígitos en la pantalla. Se trataba de una tarea muy compleja y delicada: algunos de los circuitos integrados contenían más de 5000 transistores y todos ellos debían de encajar con absoluta precisión dentro del dispositivo de la calculadora.
Cuando Hoff valoró el trabajo que debía llevarse a cabo, se temió que el costo total del citado conector para los circuitos integrados que se necesitaban excediera al presupuesto previsto por Busicom. De modo que Ted se apartó del plan original del cliente y adoptó un criterio de diseño completamente diferente: en vez de tratar de incorporar a la calculadora una docena de chips especializados, decidió crear un solo chip que tuviera diferentes funcionalidades. En realidad este nuevo dispositivo sería una unidad de procesamiento central, pero pudiendo realizar funciones diferentes, por los requerimientos necesarios para el aparato donde fuera a ser instalado. 
Dos años más tarde, la idea de Ted Hoff dio sus frutos cuando Federico Faggin dirigió el proyecto MCS-4, desde abril de 1970 hasta junio de 1971, aportando su diseño innovador que hizo posible la integración del 4004 en un único chip, e Intel dio a conocer su semiconductor 4004, el que fue el primer microprocesador del mundo, en 1971.
- Datos: Q462096
- Multimedia: Marcian Hoff / Q462096